# Albon Pervizaj
Albon Pervizaj (* 27. September 1995 in Hamburg) ist ein deutscher Boxer kosovo-albanischer Abstammung im Schwergewicht.

## Amateurkarriere
Albon Pervizaj begann mit dem Boxsport 2009 beim TH Eilbeck, wo er von André Walther trainiert wurde. 2011 wechselte er zum Boxclub Traktor Schwerin, der Teil des Olympiastützpunkts Mecklenburg-Vorpommern ist. Sein Trainer wurde Michael Timm.
Er wurde 2011 nach einer Finalniederlage gegen Melvin Perry Deutscher Vizemeister der Junioren und war im selben Jahr noch Achtelfinalist der Junioren-Weltmeisterschaft in Astana.
2012 und 2013 wurde er Deutscher Jugendmeister im Schwergewicht und schlug dabei in den Finalkämpfen Tom Schwarz und Dominik Thiemke. Nach einer Vorrunden-Niederlage bei der Jugend-Weltmeisterschaft 2012 in Jerewan gewann er 2013 eine Bronzemedaille im Schwergewicht bei der Jugend-Europameisterschaft in Rotterdam.
2014 wurde er mit Siegen gegen Kenan Husović und Roman Fress Deutscher Meister der U21 im Schwergewicht und gewann auch die Deutsche Meisterschaft der Erwachsenen (Elite). Er siegte dabei jeweils gegen Anatoli Popp, Eugen Waigel, Alexander Peil sowie Artur Mann und wurde darüber hinaus als Bester Techniker der Meisterschaft ausgezeichnet. Er konnte daraufhin an den Europaspielen 2015 in Baku teilnehmen, wo er im Viertelfinale gegen Sadam Magomedow ausschied. Zudem war er Viertelfinalist der Militärweltspiele 2015 in Mungyeong.
In der Saison 2015/16 wurde er mit der Mannschaft des Boxring Hanau Deutscher Vizemeister der 2. Bundesliga.

## Profikarriere
Im November 2016 gab der Berliner Boxstall Sauerland Event die Verpflichtung von Pervizaj bekannt, sein Trainer wurde Ulli Wegner. Er gewann sein Profidebüt im März 2017 und blieb in 12 Kämpfen ungeschlagen, ehe er am 2. November 2019 überraschend durch Mehrheitsentscheidung nach Punkten gegen den gebürtigen Bosnier Dušan Veletić verlor. Pervizaj begründete die Niederlage mit einer zu frühen Rückkehr in den Ring nach einer Lungenentzündung.
Aufgrund der Niederlage gegen Veletić sowie der Entlassung seines Trainers Wegner durch Sauerland schloss sich Pervizaj der Hamburger Agentur Pyx Global Sports von Bernd Bönte und Heiko Hofstätter an. Trainiert wird er dort von Cheftrainer Christian Morales. Seitdem gewann er jeden seiner sechs Kämpfe und wurde am 18. September 2021 in Hamburg, mit einem K.-o.-Sieg in der ersten Runde gegen den bis dahin ungeschlagenen Österreicher kosovarischer Herkunft Habib Vuqitërna Internationaler Deutscher Meister (BDB) im Schwergewicht.